# 남상초등학교 (남해군)
남상초등학교는 대한민국 경상남도 남해군 서면 남서대로 2182 (남상리)에 있었던 공립 초등학교이다.

## 연혁
- 1938년 4월 15일 성명공립심상소학교 남상간이학교 설립인가
- 1943년 7월 22일 남상공립국민학교 승격
- 1996년 3월 1일 남상초등학교로 명칭 변경
- 1999년 9월 1일 성명초등학교로 통폐합